# Jean Ango
Jean Ango, o Jehan Angot (Dieppe, 1480 - Dieppe, 1551), fue un armador francés recordado por haber proporcionado barcos al rey Francisco I para la exploración del globo. Ango se hizo cargo del negocio paterno de importación y exportación, y se aventuró en el comercio de especias con África y la India. Fue uno de los primeros franceses en desafiar el monopolio de España y Portugal, además de comerciar con el Mediterráneo oriental, las islas británicas y los Países Bajos. También ayudó a financiar los viajes de Giovanni da Verrazzano y Jacques Cartier.

## Biografía
Su padre (también llamado Jean Ango) ya era un armador conocido que había enviado dos barcos a Terranova en un temprano intento de colonización, en el que Thomas Aubert iba como capitán de la Pensée (su llegada en 1508 es el segundo viaje registrado de un barco francés al Gran Banco de Terranova después de la expedición de John Cabot). Después de la muerte de su padre (probablemente en los años finales del reinado de Luis XII), el joven Jean Ango desechó cualquier participación personal en viajes comerciales y se estableció en Dieppe con su fortuna heredada.
Ango llegó a controlar una flota, en parte o en solitario, de 70 barcos, incluidos mercantes y pesqueros. A pesar de que financió expediciones de comercio y exploración, y que también utilizó sus buques (legalmente) para incursiones en tiempos de guerra, «patrocinó asimismo viajes cuyo único propósito era la piratería». Este humanista —más tarde acusado por Calvino de formar parte de la secta de los libertinos o iluministas—, practicaba al mismo tiempo, el comercio regular, con el apoyo de Margarita de Angulema (Margarita de Navarra), hermana del rey Francisco I, de la que era amigo, el corso contra los españoles y la piratería en contra de los portugueses. De hecho, estos últimos aplicaban con ferocidad la bula papal Inter Caetera prohibiendo que cualquier barco, salvo español o portugués, viajase a más de cien millas de las islas Azores.
Ango era amigo íntimo del rey Francisco I y en 1521 fue nombrado vizconde de Dieppe,  en ese momento, con 40.000 habitantes, el puerto más grande del reino.
En 1522, adquirió su prodigiosa fortuna cuando uno de sus capitanes, Jean Fleury asaltó a una flota española que llevaba el quinto del rey del suntuoso tesoro de Guatimozín, último emperador azteca, que Hernán Cortés enviaba desde México agolpado en tres carabelas. Este tesoro, destinado a Carlos V y su corte, tomó el camino de Normandía. Comprendía esmeralda en forma de pirámide cuya base tenía el tamaño de la palma de la mano, vajillas de oro y plata, brazaletes, collares, pendientes, anillos, joyas de todas las formas para hombres y mujeres, ídolos engarzados con piedras preciosas, máscaras de metales preciosos, ornamentos, vestimentas sacerdotales, mitras, ornamentos de altares donde el oro abundaba, una culebrina de plata maciza, pieles hermosas, ropajes de plumas tan finamente labrados que parecían de seda, miles de grandes placas de oro y diversos objetos de valor histórico o artístico inestimable. También incluía el botín el informe de Cortés sobre la conquista del Imperio azteca, y, especialmente, cartas marinas de los pilotos españoles, lo que permitió futuras expediciones francesas en el mar de las Antillas.
Cuando Juan III de Portugal confiscó uno de sus barcos que llevaba un botín de barcos capturados, Ango recibió del rey de Francia el permiso para responder.  Actuando de conformidad con una patente de corso expedida el 26 de julio de 1530, hostigó a la flota portuguesa en el Atlántico, e incluso amenazó con bloquear el puerto de Lisboa. El 15 de agosto de 1531 el rey de Portugal acordó pagar reparaciones de 60.000 ducados a cambio de un acuerdo con Ango para detener sus acciones y renunciar a la patente de corso que se lo permitía. (La leyenda dice que sí bloqueó el puerto de Lisboa pero ningún documento de la época, ni francés ni portugués, da evidencia de ello y habrá que esperar a finales del siglo XVII para ver los grabados que a veces son tomados por ciertos como representaciones de esa toma de Lisboa).
De 1530 a 1544, hizo que artistas italianos le construyesen una residencia de verano en Varengeville-sur-Mer: la Manoir d'Ango, un edificio que Honoré de Balzac cita en varias ocasiones en la novela Sur Catherine de Médicis (1830-42) como una obra maestra obra del Renacimiento (y por eso es conocido como el Médicis normando):

Este bonita construcción, debida a la burguesía del siglo XVI, y que completa tan bien la historia de ese tiempo, donde el rey, la nobleza y la burguesía competían en gracia, elegancia y riqueza en la construcción de sus moradas, atestigua Varengeville, la espléndida Manoir d'Ango.
Cette charmante construction, due à la bourgeoisie du seizième siècle, et qui complète si bien l'histoire de ce temps, où le roi, la noblesse et la bourgeoisie luttaient de grâce, d'élégance et de richesse dans la construction de leurs demeures, témoin Varengeville, le splendide Manoir d'Ango.
Balzac

En 1533, después de que el rey le hubiera visitado en su mansión en Normandía, fue nombrado capitán [gobernador] de Dieppe. Perdió popularidad bajo el reinado de Henry II.  Ya casi en la bancarrota después de su participación forzada en un proyecto real de armamento [cita requerida], fue encarcelado después de 1549 por no pagar impuestos sobre sus ganancias de la piratería.
En su libro  La chanson des pilotes, fue el primero en describir por escrito el uso del tabaco.
Ango organizó muchas expediciones, siendo las más recordas:
- la exploración de la bahía de Hudson (llamado « Angoulesme » y el asentamiento de la futura Nueva York) por Giovanni da Verrazano; este último asesinado en las Antillas durante una expedición en 1528;
- el viaje a Sumatra, en 1529, de los hermanos Jean y Raoul Parmentier.

También intentó otras expediciones, a instancias del almirante de la época, Philippe Chabot, que quería fomentar la colonización de América y que ya había enviado una expedición francesa a Brasil .

## Galería

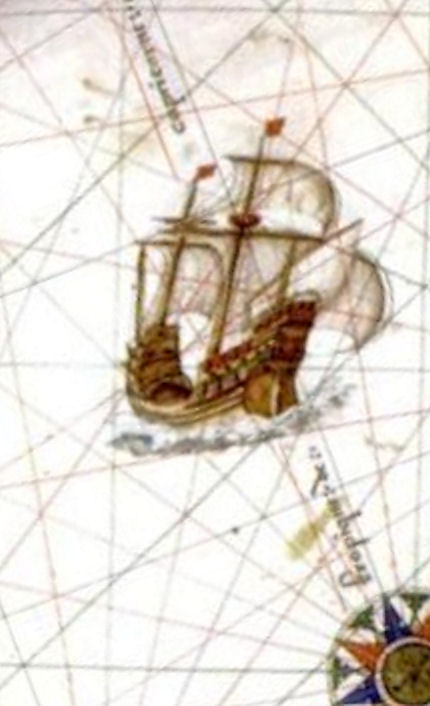
Velero cerca de Java la Grande en el Atlas Vallard de 1547 (escuela de cartografía de Dieppe)
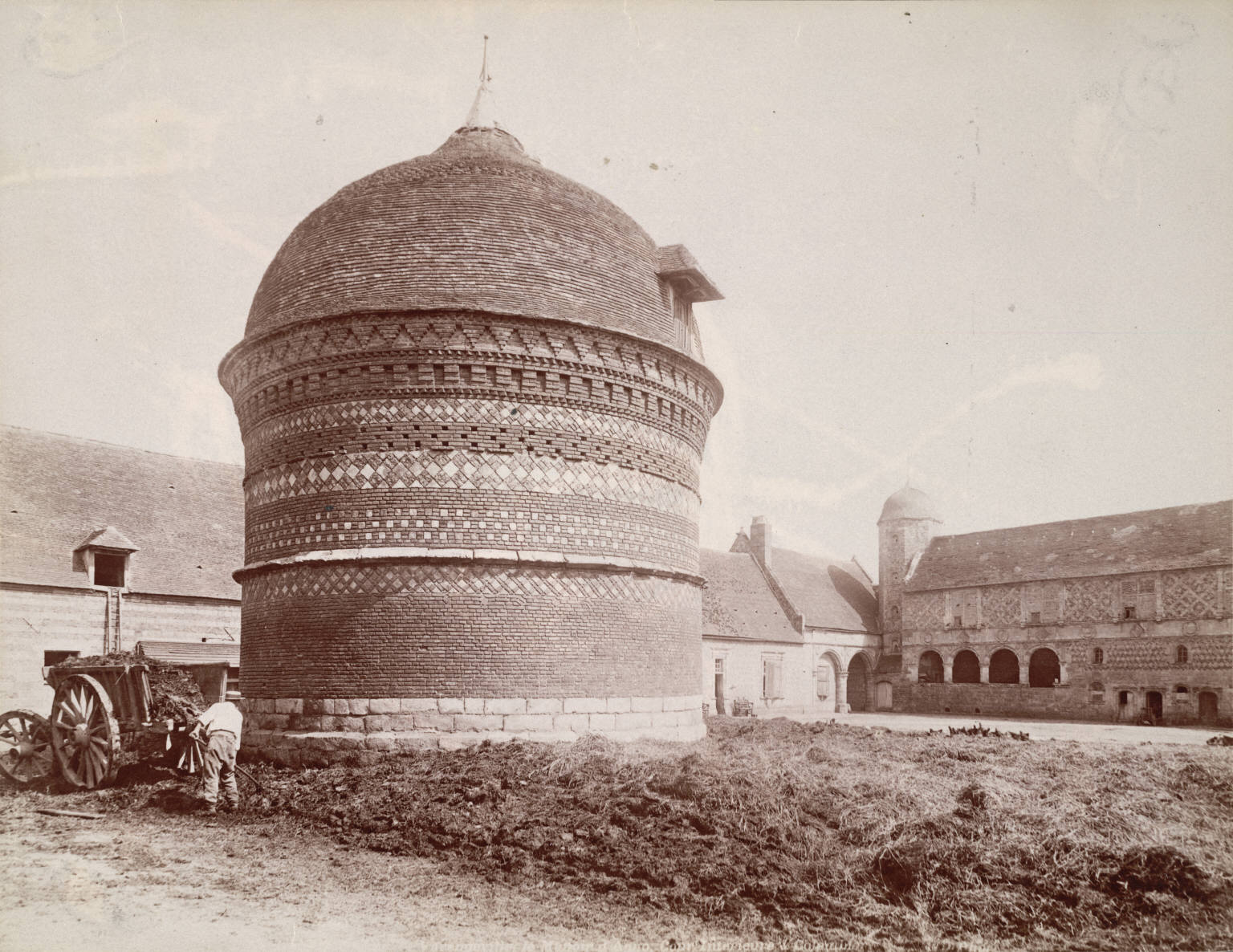
Antigua imagen de la Manoir d'Ango, en Varengeville-sur-Mer.
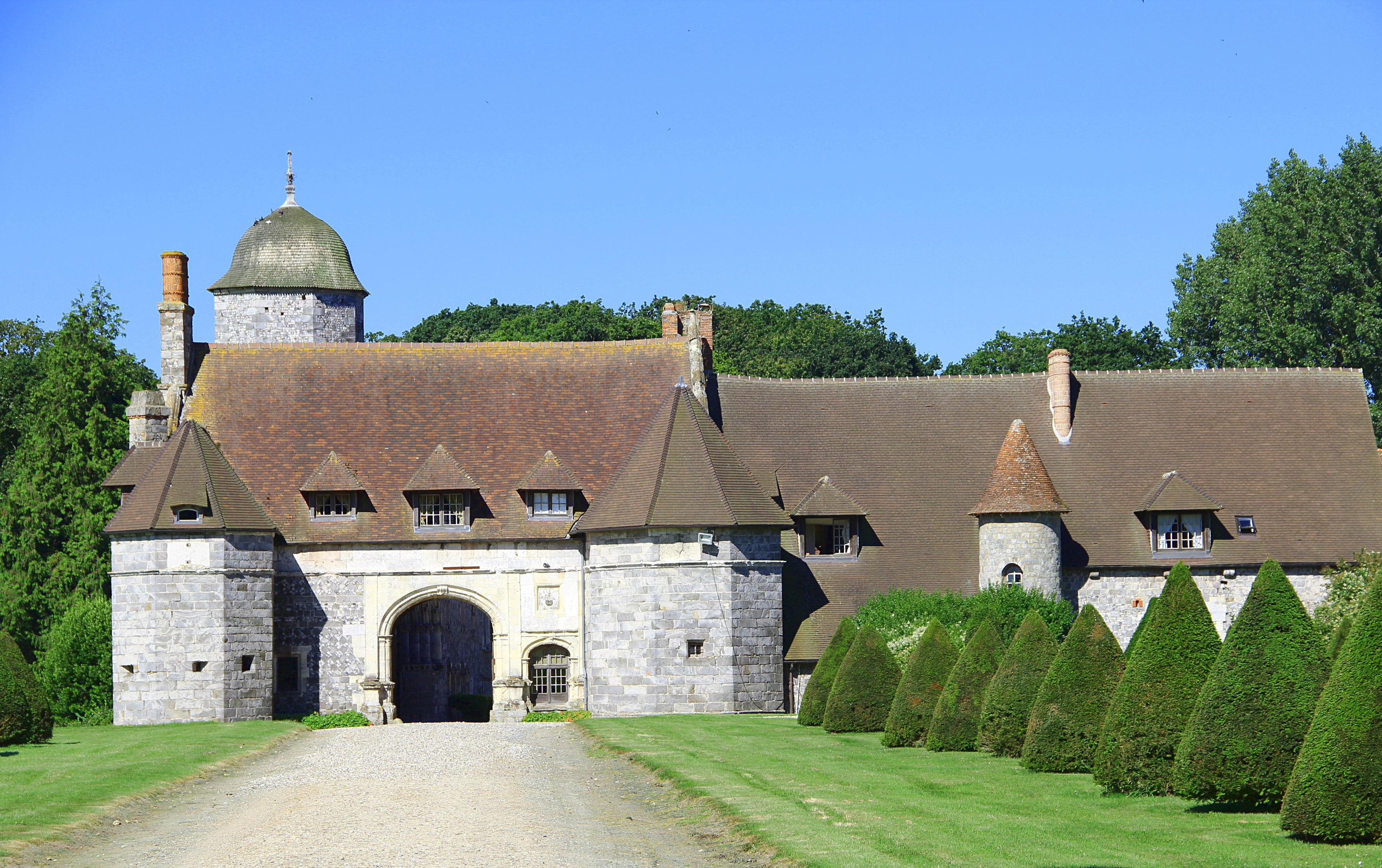
Vista del ala occidental de la Manoir d'Ango,
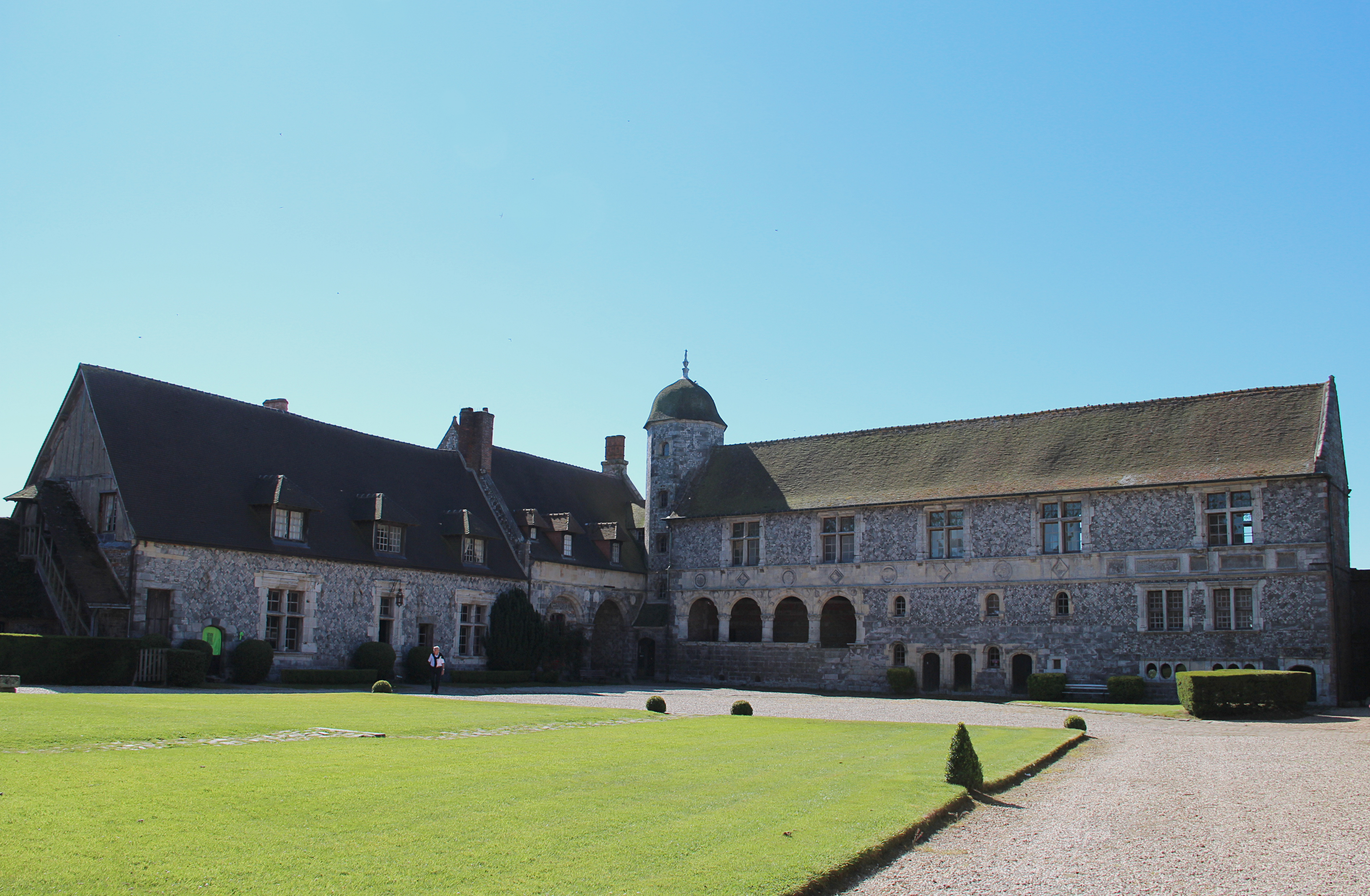
Vista del patio interior y de las alas este y sur de la Manoir d'Ango.